# Joseph Warren

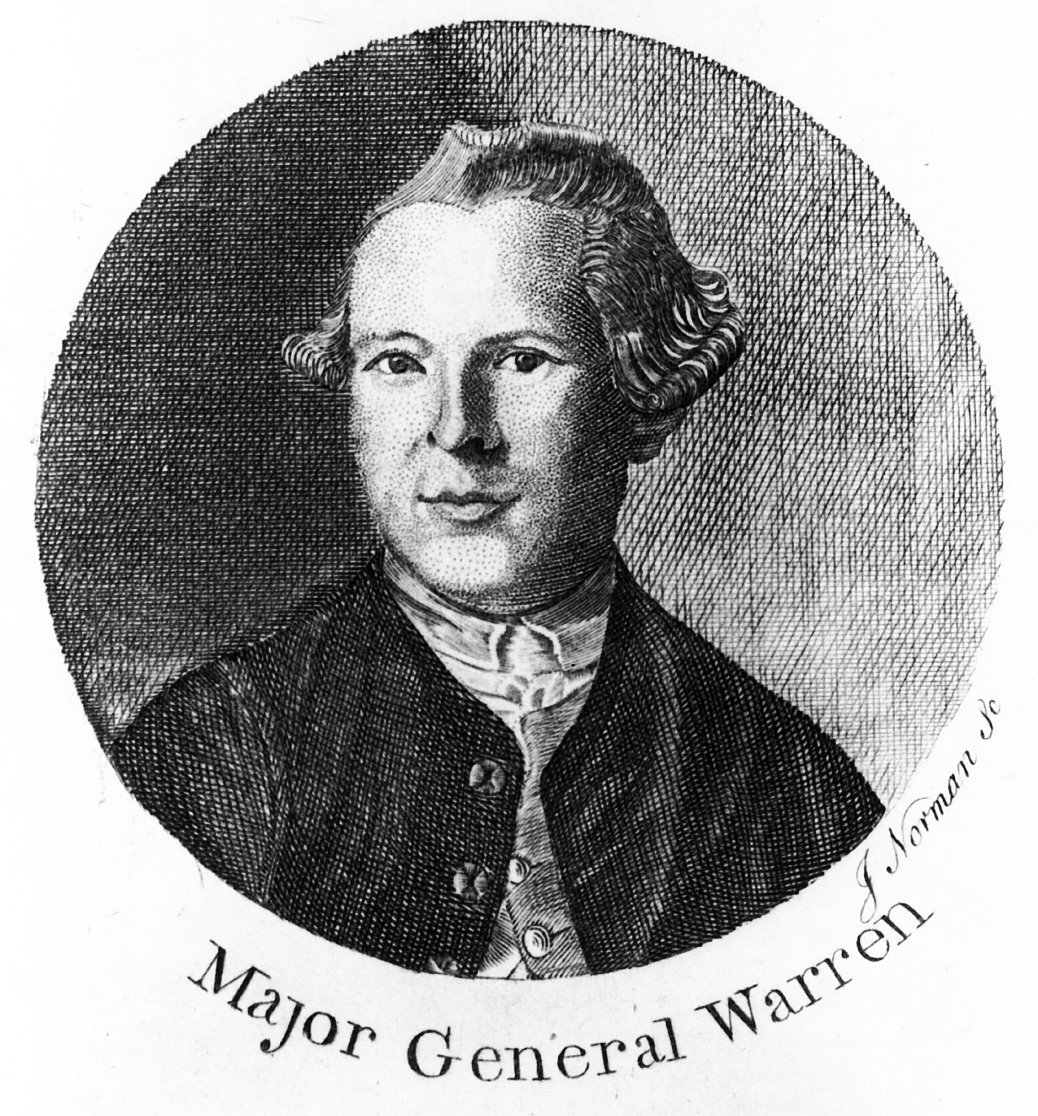
Generalmajor Joseph Warren

Joseph Warren (* 10. Juni 1741 in Roxbury, Province of Massachusetts Bay; † 17. Juni 1775 in Charlestown, Massachusetts) war ein britisch-amerikanischer Arzt und Offizier der Rebellen im Amerikanischen Unabhängigkeitskrieg.

## Leben
Seine Eltern waren Mary Warren, geborene Stevens (* 1720) und der Farmer und Lokalpolitiker Joseph Warren (* 2. Februar 1696; † 23. Oktober 1755). Nach dem Besuch der Lateinschule in Roxbury begann er ein Studium der Medizin an der Harvard-Universität, das er 1759 abschloss. Während er Allgemeinmedizin und Chirurgie in Boston praktizierte, wurde er 1761 Mitglied der Freimaurer in der St. Andrew’s Loge. Am 30. November 1768 wurde er zum Meister vom Stuhl gewählt. Am 27. Dezember 1769 wurde er mit Unterstützung von George Ramsay, 8. Earl of Dalhousie, dem Großmeister von Schottland zum Mitgründer der Provinzialgroßloge von Massachusetts der Ancients, die in der Green Dragon Tavern in Arbeit gesetzt wurde und blieb dort bis zu seinem Tode im Amt des Großmeisters.
Neben John Hancock, James Otis Jr., Samuel Adams und anderen liberalen Anführern war er Mitglied der Sons of Liberty. Er wurde Vorsitzender des Korrespondenzkomitees. Am 6. September 1764 heiratete er Elizabeth Hooten (* 1746; † 1772), die schon 1772 starb und ihn mit drei Kindern (Elizabeth, Joseph und Mary) zurückließ. Man sagt, dass er es war, der William Dawes und Paul Revere auf ihre berühmten „Mitternachtsritte“ sandte, um Lexington und Concord vor dem britischen Angriff am 18. April 1775 zu warnen. Er wurde durch den Massachusetts Provinzial Kongress zum Generalmajor ernannt, kämpfte jedoch in der Schlacht von Bunker Hill am 17. Juni 1775 noch als Freiwilliger in der vordersten Linie. Er wurde während der Schlacht getötet. Er formulierte die Suffolk Resolves, die durch den Kontinentalkongress bestätigt wurden, um den machtvollen Widerstand gegen die Briten zu befördern.

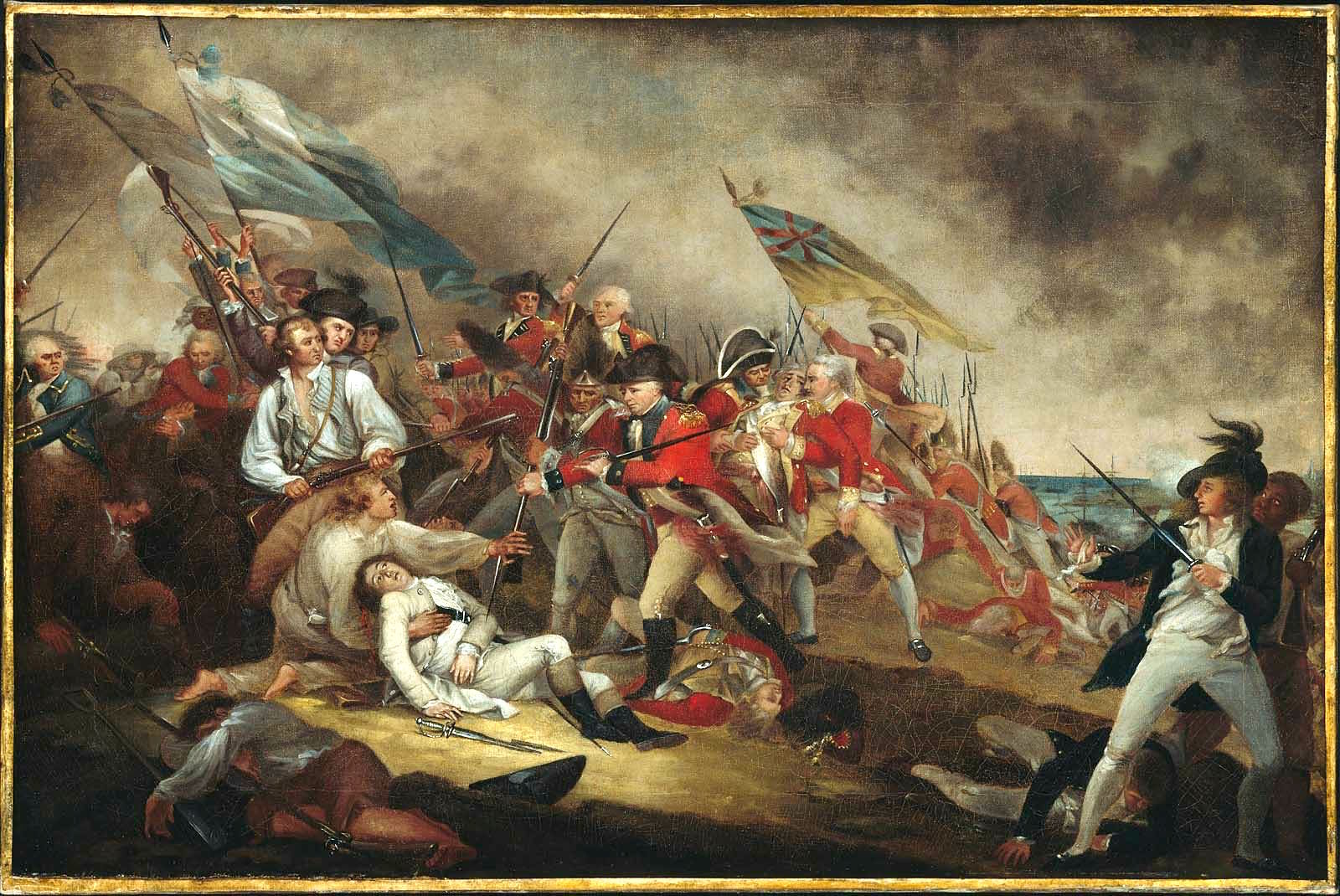
Der Tod von General Warren und John Pitcairn in der Schlacht von Bunker Hill. Gemälde von John Trumbull.

Verewigt ist er in dem Gemälde Die Schlacht von Bunker Hill von John Trumbull. Warren County (New York), Warren County (North Carolina), Warren County (Ohio) und Warren County (Tennessee) sind nach Joseph Warren benannt. In dem von Robert Stevenson inszenierten Walt-Disney-Film Johnny Tremain (1957) nach dem Roman von Esther Forbes wird Joseph Warren von Walter Coy verkörpert. Nach Warren sind 15 Countys in den Vereinigten Staaten benannt.